# Karl Mengel

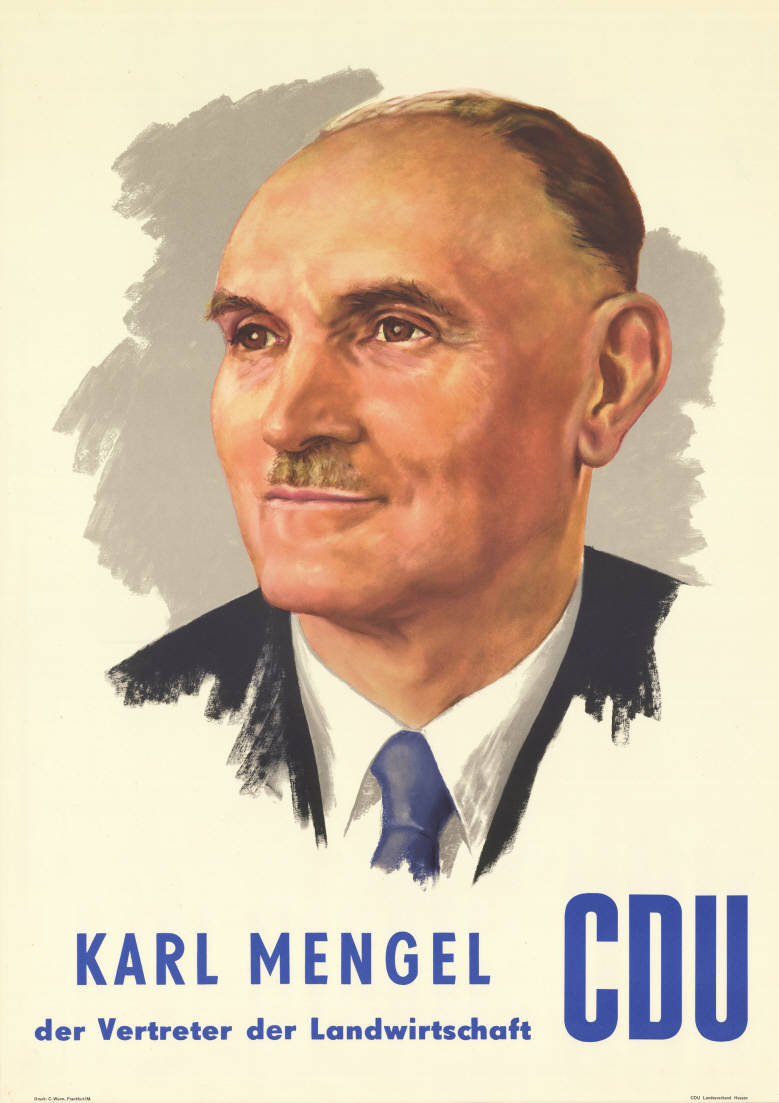
Karl Mengel auf einem Wahlplakat zur Landtagswahl in Hessen 1958

Karl Mengel (* 18. Januar 1900 in Rosenthal; † 10. Februar 1975) war ein hessischer Politiker (CDU) und Abgeordneter des Hessischen Landtags.

## Ausbildung und Beruf
Karl Mengel besuchte nach der Volksschule die Landwirtschaftsschule und führte danach den elterlichen Hof.

## Politik
Am 9. März 1941 beantragte Mengel die Aufnahme in die NSDAP und wurde zum 1. April desselben Jahres aufgenommen (Mitgliedsnummer 8.843.630). Nach dem Zweiten Weltkrieg wurde er im Rahmen der Entnazifizierung am 16. Januar 1947 als Mitläufer eingestuft. Die gegen diese Entscheidung angestrebte Berufung war erfolgreich: Mit Berufungsentscheidung vom 1. Juli 1948 wurde die Einstufung in "Entlastete" geändert.
Mengel war Mitglied der CDU und dort in vielen Vorstandsämtern aktiv. Von 1952 bis 1964 und wieder von 1968 bis 1972 war er Mitglied des Kreistags des Landkreises Frankenberg. Im Kreistag war er Fraktionsvorsitzender der CDU. Zwischen 1968 und 1972 war er Mitglied des Kreisausschusses.
Vom 1. Dezember 1950 bis zum 30. November 1966 war er Mitglied des hessischen Landtags.
1959 war er Mitglied der 3. Bundesversammlung.

## Sonstige Ämter
Karl Mengel war erster Vorsitzender des Kreisbauernverbandes im Landkreis Frankenberg. Er war Mitglied der Synode der Evangelischen Kirche von Kurhessen-Waldeck.